# Хлорат аммония
Хлорат аммония — неорганическое соединение, 
соль аммония и хлорноватой кислоты с формулой NH4ClO3,
бесцветные кристаллы,
растворяется в воде,
взрывоопасен.

## Получение
- Обменная реакция хлората калия и сульфата аммония в водно-спиртовом растворе:

{\displaystyle {\mathsf {(NH_{4})_{2}SO_{4}+2KClO_{3}\ {\xrightarrow {}}\ 2NH_{4}ClO_{3}+K_{2}SO_{4}\downarrow }}}
- Обменная реакция хлората натрия и нитрата аммония с последующим охлаждением раствора:

{\displaystyle {\mathsf {NH_{4}NO_{3}+NaClO_{3}\ {\xrightarrow {0^{o}C}}\ NH_{4}ClO_{3}\downarrow +NaNO_{3}}}}

## Физические свойства
Хлорат аммония образует бесцветные кристаллы,
хорошо растворимые в горячей воде, слабо в холодной.
Растворяется в метаноле и этаноле.

## Химические свойства
- Разлагается при нагревании (со взрывом):

{\displaystyle {\mathsf {2NH_{4}ClO_{3}\ \xrightarrow {+102^{o}C} \ N_{2}\uparrow +Cl_{2}\uparrow +O_{2}\uparrow +4H_{2}O\uparrow }}}

## Применение
- Высокобризантное и чувствительное взрывчатое вещество, используется во взрывчатых составах.